# Audomaro Martínez Zapata
Audomaro Martínez Zapata (Cunduacán, Tabasco; 19 de noviembre de 1948) es un militar mexicano.

## Biografía
Nació el 19 de noviembre de 1948 en Cunduacán, Tabasco. Se graduó del Colegio Militar en 1967. En 1980, el entonces mayor de caballería estuvo comisionado en la 30 zona militar de Villahermosa, Tabasco, donde conoció a Andrés Manuel López Obrador, quien era director del Instituto Indigenista del gobierno estatal. Fue nombrado subjefe de Estado Mayor de la zona. Martínez Zapata permaneció hasta 1979 en la Ciudad de México, adscrito al Estado Mayor de la Defensa, aunque su deseo era estar comisionado en una entidad del sureste mexicano como cuando lo estuvo de septiembre de 1977 a agosto de 1978 en Campeche. 
En la ciudad de Villahermosa, Obrador y Martínez Zapata, coincidían constantemente en ceremonias oficiales, eventos de gobierno y programas del Ejército como apoyo a la administración tabasqueña. 
En agosto de 1983 fue comisionado de nueva cuenta a la Ciudad de México, con el fin de estar hasta el mes de diciembre adscrito a la Inspección General del Ejército y Fuerza Aérea; donde tuvo amistad con el entonces secretario de la Defensa, el general Juan Arévalo Gardoqui. 
Martínez Zapata, mantuvo amistad con el jefe de Estado Mayor de la Defensa, el general Vinicio Santoyo Feria, quien lo mantuvo como subjefe de la secretaría quien estaba a su cargo. En 1984 fue ascendido a teniente coronel, regresando a su tierra natal adscrito como subjefe de Estado Mayor de la 30 zona militar. En ese mismo año, López Obrador emigró al Distrito Federal, mientras Audomaro permaneció en Villahermosa hasta julio de 1987. 
En agosto de ese año regresó con el general Arévalo, donde permaneció hasta 1988 cuando fue enviado como comandante del 21 regimiento de caballería. Durante los últimos meses del sexenio de Miguel de la Madrid fue ascendido a coronel. 
En diciembre de 1988, a raíz de la llegada de Antonio Riviello Bazán, comenzó una reorganización del escalafón militar que complicaba la posibilidad de ascenso a los no infantes. Al siguiente año, el general Riviello creó el arma blindada, que era una rama del Ejército dedicada a los tanques y a labores de reconocimiento, por lo que fue en ese año cuando Martínez Zapata solicitó su cambio a esta división con miras a ascender. 
A partir de 1991, Audumaro fue uno de los militares encargados de adiestrar a quienes integrarían las nuevas corporaciones. En 1976 se graduó del curso de mando y Estado Mayor en la Escuela Superior de Guerra (ESG), donde tuvo como compañeros de generación a Guillermo Galván Galván y a Guillermo Martínez Nolasco. A mediados del sexenio de Carlos Salinas de Gortari, fue profesor de táctica de unidades blindadas y luego impartió geopolítica en la ESG. En febrero de 1992 dejó la ESG y se fue comisionado a la segunda brigada blindada bajo el mando de Esteban Enríquez García. 
En noviembre de 1995 fue ascendido a general brigadier en Irapuato, Guanajuato, bajo el mando del general Armando González Taboada. En noviembre de 2001 llegó a general de brigada. López Obrador, lo propuso como jefe de su seguridad. El 8 de febrero de 2006 se incorporporó al equipo de campaña del candidato, junto con el Teniente Mauricio González Romo a la Coalición Por el Bien de Todos.
El 1 de diciembre de 2018 asume el cargo de Director del Centro Nacional de Inteligencia (CNI), agencia mexicana dependiente de la Secretaría de Seguridad y Protección Ciudadana, y que sustituye al Centro de Inteligencia y Seguridad Nacional (CISEN).
El General Audomaro ha sido señalado por tener vínculos con criminales y escándalos de corrupción.